# Rogosija
Rogosija (cyr. Рогосија) – wieś w Bośni i Hercegowinie, w Republice Serbskiej, w gminie Vlasenica. W 2013 roku liczyła 1 mieszkańca.